# Tadeusz Kijonka
Tadeusz Bolesław Kijonka (* 10. November 1936 in Wodzisław Śląski, Polen; † 30. Juni 2017 in Katowice) war ein polnischer Dichter, Journalist, Dramaturg und Politiker.

## Werdegang
Tadeusz Bolesław Kijonka wurde 1936 in Radlin II, einem Stadtbezirk von Wodzisław Śląski, geboren. Seine Kindheit war vom Zweiten Weltkrieg überschattet. Er zog 1954 nach Katowice, wo er den größten Teil seines Lebens im Stadtbezirk Brynów lebte. 1960 erwarb er einen Abschluss in Polonistik an der Jagiellonen-Universität in Krakau. Von 1967 bis 2013 fungierte er als Dramaturg an der Schlesischen Oper.
Kijonka verfolgte auch eine politische Laufbahn. Zwischen 1985 und 1991 saß er als Mitglied der Polska Zjednoczona Partia Robotnicza (PZPR) im Sejm (IX. und der X. Wahlperiode), eine der beiden Kammern der polnischen Nationalversammlung. Bei den Wahlen im Jahr 1990 kandidierte er erfolglos ein weiteres Mal für einen Sitz im Sejm, allerdings trat er dabei für die Polskie Stronnictwo Ludowe (PSL) an. Kijonka war Mitglied des Unterstützungsausschusses von Bronisław Komorowski vor den Präsidentschaftswahlen in den Jahren 2010 und 2015.
Im Jahr 1992 gründete er die Oberschlesische Literaturgesellschaft (polnisch: Górnośląskie Towarzystwo Literackie), deren Vorsitzender er war. Seit der Gründung der Zeitschrift Śląsk 1995 arbeitete er dort bis 2013 ununterbrochen als Chefredakteur.
Kijonka starb Ende Juni 2017 im Alter von 80 Jahren in Katowice. Am 4. Juli 2017 wurde er auf dem Friedhof an der Ulica Francuska (deutsch: Französische Straße) in Katowice beigesetzt.

## Literarisches Schaffen
Sein Debüt als Schriftsteller gab er 1955 in der polnischen Regionalzeitung Trybuna Śląska. Kijonka verfasste dabei ein Triptychon mit dem Titel Konstantynopol Mickiewicza. Es handelte von Adam Mickiewicz, dem bedeutendsten der Drei Barden der Polnischen Romantik, welcher während des 19. Jahrhunderts lebte, als es keinen polnischen Nationalstaat gab. Für seinen Artikel belegte er den ersten Platz bei einem literarischen Studentenwettbewerb anlässlich des damaligen Mickiewicz-Jahres. Die Bedeutung von Kijonka in der polnischen Literatur wurde von anderen Schriftstellern hervorgehoben, darunter von Andrzej Krzysztof Waśkiewicz, Krzysztof Mętrak, Sergiusz Sterna-Wachowiak, Tadeusz Kłak, Bronisław Maj, Michał Sprusiński, Marian Kisiel, Anna Węgrzyniak und Krystyna Heska-Kwaśniewicz.
Seine Werke sind wiederholt dominiert von schlesischen Motiven, aber auch von romantischen Handlungen, dem Patriotismus zu seiner polnischen Heimat sowie auch Verweisen auf schmerzliche Ereignisse in der polnischen Geschichte und der Präsenz von antiken Motiven. Seine Gedichte handeln häufig von seiner Kindheit in Radlin II.
Das Buch Światy poetyckie von Tadeusz Sierny und Marian Kisiel ist ihm gewidmet.

## Werke
- Witraże (Katowice, 1959)
- Rzeźba w czarnym drzewie (Katowice, 1967)
- Kamień i dzwony (Warschau, 1975)
- Pod Akropolem (Warschau, 1979)
- Śnieg za śniegiem (Warschau, 1981)
- Poezja wybrane (Warschau, 1982)
- Czas zamarły (Warschau, 1991 und Katowice, 2011)
- Echa: wiersze (Katowice, 1992)
- Siostry (Pszczyna, 1992)
- Labirynty  – Pięć poematów polskich (Katowice, 1993)
- Z mojego brzegu – Liryki i monologi miłosne (wybór) (Katowice, 1995)
- Czas, miejsca i słowa - Wybór wierszy (Katowice, 2013)
- 44 sonety brynowskie mit Bildern von Jerzy Duda-Gracz (Katowice, 2014)
- Słowo w słowo (Mikołów, 2015)

## Auszeichnungen
- nach 1967: Andrzej-Bursa-Preis für sein Werk „Rzeźba w czarnym drzewie“
- nach 1975: Stanisław-Piętak-Preis für sein Werk „Kamień i dzwony“
- vor 1988: Orden Polonia Restituta (Klasse: Ritter)
- 1988: Orden Polonia Restituta (Klasse: Offizier)
- 1988: Karol-Miarka-Preis[6]
- 1997: Orden Polonia Restituta (Klasse: Komtur mit Stern)[7]
- 2002: Wojciech-Korfanty-Preis vom Związek Górnośląski[8]
- 2005: Kulturpreis Schlesien des Landes Niedersachsen[9]
- 2006: Gloria-Artis-Medaille für kulturelle Verdienste (Klasse: Bronzemedaille)[1]
- nach 2006: Gloria-Artis-Medaille für kulturelle Verdienste (Klasse: Silbermedaille)
- 2012: Schlesischer Smaragd
- 2014: Auszeichnung vom polnischen Minister für Kultur und Nationales Erbe (MKiDN) Bogdan Zdrojewski in Anerkennung seiner „unschätzbaren Verdienste für die polnische Kultur“
- 2015: Orpheus-Preis – ein polnischer Literaturpreis, der seit 2012 vergeben wird – für sein Werk „44 sonety brynowskie“[10]